# Sauropus convallarioides
Sauropus convallarioides är en emblikaväxtart som beskrevs av J.T.Hunter och J.J.Bruhl. Sauropus convallarioides ingår i släktet Sauropus och familjen emblikaväxter. Inga underarter finns listade i Catalogue of Life.